# Spirobolus brandti
Spirobolus brandti är en mångfotingart som beskrevs av Karsch 1881. Spirobolus brandti ingår i släktet Spirobolus och familjen Spirobolidae. Inga underarter finns listade i Catalogue of Life.